# Клобушки окръг
Клобушки окръг (на полски: Powiat kłobucki) е окръг в Силезко войводство, Южна Полша. Заема площ от 888,59 km2. Административен център е град Клобуцк.

## География
Окръгът се намира в историческата област Малополша. Разположен е в северозападната част на войводството.

## Население
Населението на окръга възлиза на 85 814 души (2012 г.). Гъстотата е 97 души/km2.

## Административно деление
Административно окръгът е разделен на 9 общини.
Градско-селски общини:
- Община Клобуцк
- Община Кшепице

Селски общини:
- Община Липе
- Община Меджно
- Община Опатов
- Община Панки
- Община Попов
- Община Пшистайн
- Община Вренчица Велка

## Фотогалерия
- Клобуцк
- Кшепице
- Вренчица Велка
- Меджно